# Wegkreuz (Stangenroth, Birkenweg; Kapellenweg)

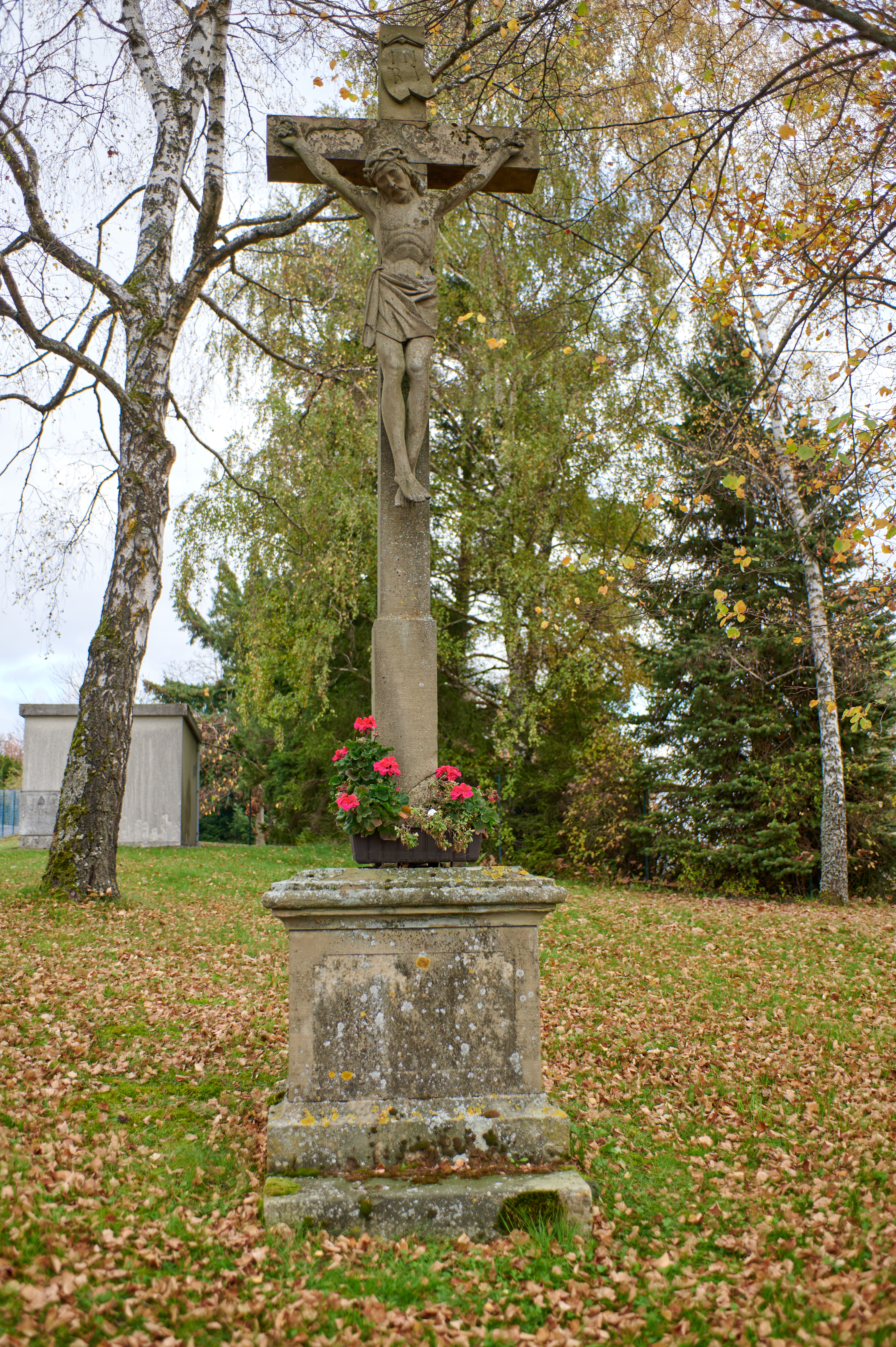
Wegkreuz, Stangenroth, Birkenweg; Kapellenweg

Das Wegkreuz Birkenweg; Kapellenweg ist ein Flurdenkmal in Zahlbach, einem Gemeindeteil des Marktes Burkardroth im unterfränkischen Landkreis Bad Kissingen. Das Wegkreuz gehört zu den Baudenkmälern von Burkardroth und ist unter der Nummer D-6-72-117-81 in der Bayerischen Denkmalliste registriert.

## Beschreibung
Das Wegkreuz ist 450 cm hoch, besteht aus gelbem Sandstein und entstand im Jahr 1839.
Der Sockel des Kreuzes ist 100 cm hoch. Die 20 cm hohe Stufe vor dem Sockel hat die Abmessungen 99 cm × 31 cm. Die Sockelfundamenplatte (24 cm) besteht aus einer Platte (16 cm) und einer Schräge (8 cm), jeweils mit den Maßen 68 cm und 99 cm. Das 57 cm hohe Sockelprisma mit den Abmessungen 80 cm × 85,05 cm ist mit einer Inschrifttafel mit den Maßen 69 cm × 40 cm und einer 20 cm hohen, profilierten vorkragenden Abschlussplatte aus einer Hohlkehle (etwa 10 cm), Platte (2 cm), Wulst (6 cm) und Platte oben (2 cm). Die Maße beim Wulst betragen 103 cm × 98 cm, die oben auf 70 cm × 75 cm verengt sind. Der 95 cm hohe Schaftsockel des Kreuzes, der in den Sockel versenkt ist, hat die Abmessungen 21 cm × 24 cm, die Maße des Schaftquerschnitts obendrüber betragen 19 cm × 19 cm. Die Kreuzhöhe beträgt etwa 350 cm, die Balkenweite etwa 50 cm. Auf dem senkrechten Balken befindet sich eine INRI-Tafel.
Die Inschrift auf der Tafel mit eingerückten Zwickeln (3 cm × 3 cm) in den Ecken lautet „ES IST VOLLBRACHT!“ und in Schreibschrift:

„Stifter Johann Hanft, lahm,

und Anna Hanft von

Stangenroth

1839“